# Карабулак (Сайрамський район)
Карабула́к (каз. Қарабұлақ) — село у складі Сайрамського району Туркестанської області Казахстану. Адміністративний центр та єдиний населений пункт Карабулацького сільського округу.
Розташоване на річці Карасу, за 45 км на схід Шимкента.
Населення — 51568 осіб (2021; 35301 у 2009, 28669 у 1999, 21406 у 1989). Основне населення становлять узбеки (99% мешканців).

## Історія
До 1598 року село входило до складу Бухарського ханства, потім до 1784 року — до складу Казахського ханства, потім до 1809 року — до складу Ташкентської держави, потім до 1876 року — до складу Кокандського ханства, потім до 1917 року — до складу Російської імперії, потім до 1924 року — до складу Туркестанської АРСР, потім до 1925 року — до складу Киргизької АРСР, потім до 1936 року — до складу Казацкої РСР, потім до 1991 року — до складу Казахскої РСР.
26 березня 2015 року до села було приєднано територію площею 7,2434 км² і така сама територія була виключена зі складу села.

## Школи Карабулака
1. Загальна середня школа № 100
2. Загальна середня школа № 41 ім. Жамбил
3. Загальна середня школа № 42 ім. Фуркат
4. Основна середня школа № 92 ім. Аксу
5. Загальна середня школа № 10 ім. Карабулак
6. Загальна середня школа № 77 ім. Хамза
7. Основна середня школа ім. Далабазар
8. Основна середня школа № 81 ім. М.Улугбек
9. Загальна середня школа № 101 ім. Гайрат
10. Коледж № 25 ім. Д.Кунаєва
11. Загальна середня школа № 3 ім. Хамза
12. Загальна середня школа № 89 ім. Кайнарбулак [4]
13. Середня школа імені "Нізамхана Сулайманова[5]

## Галерея

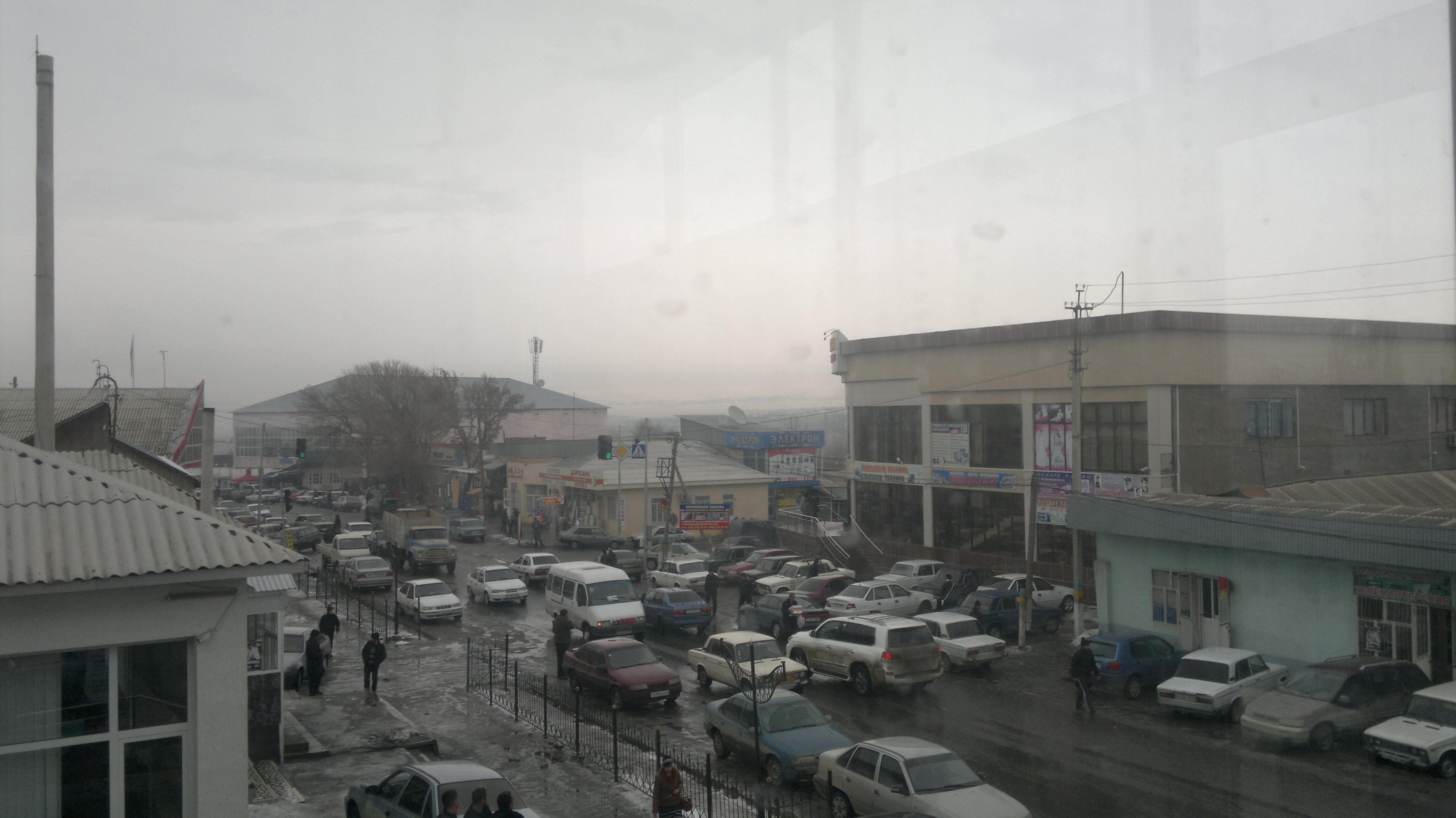
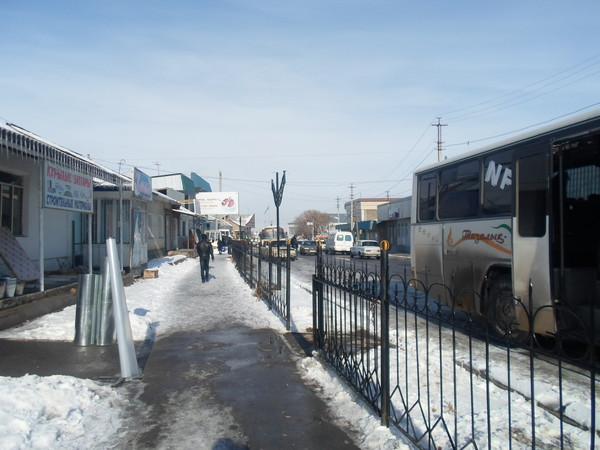
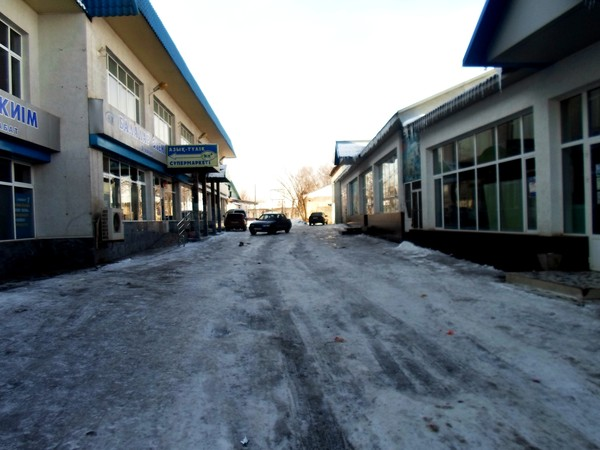
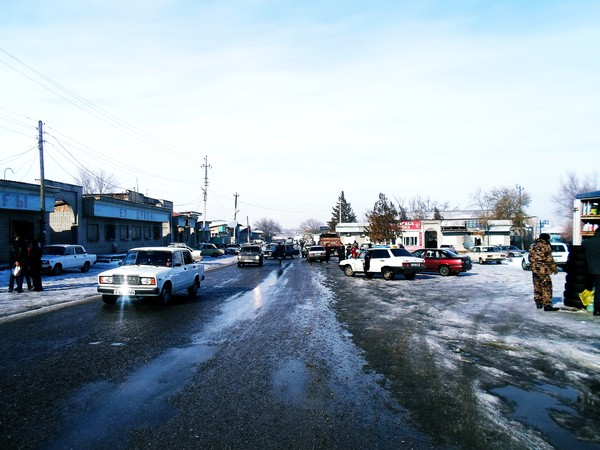
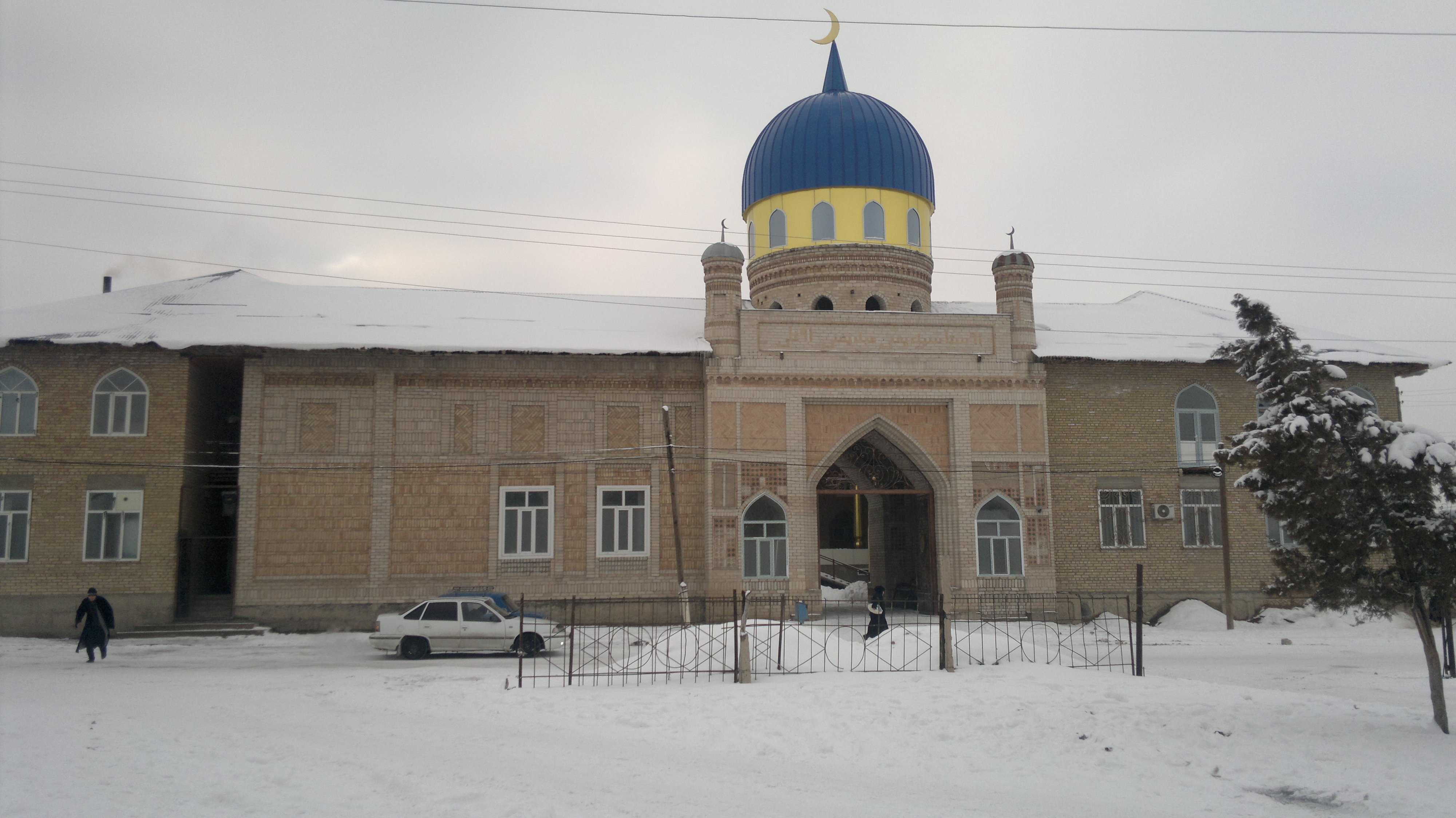
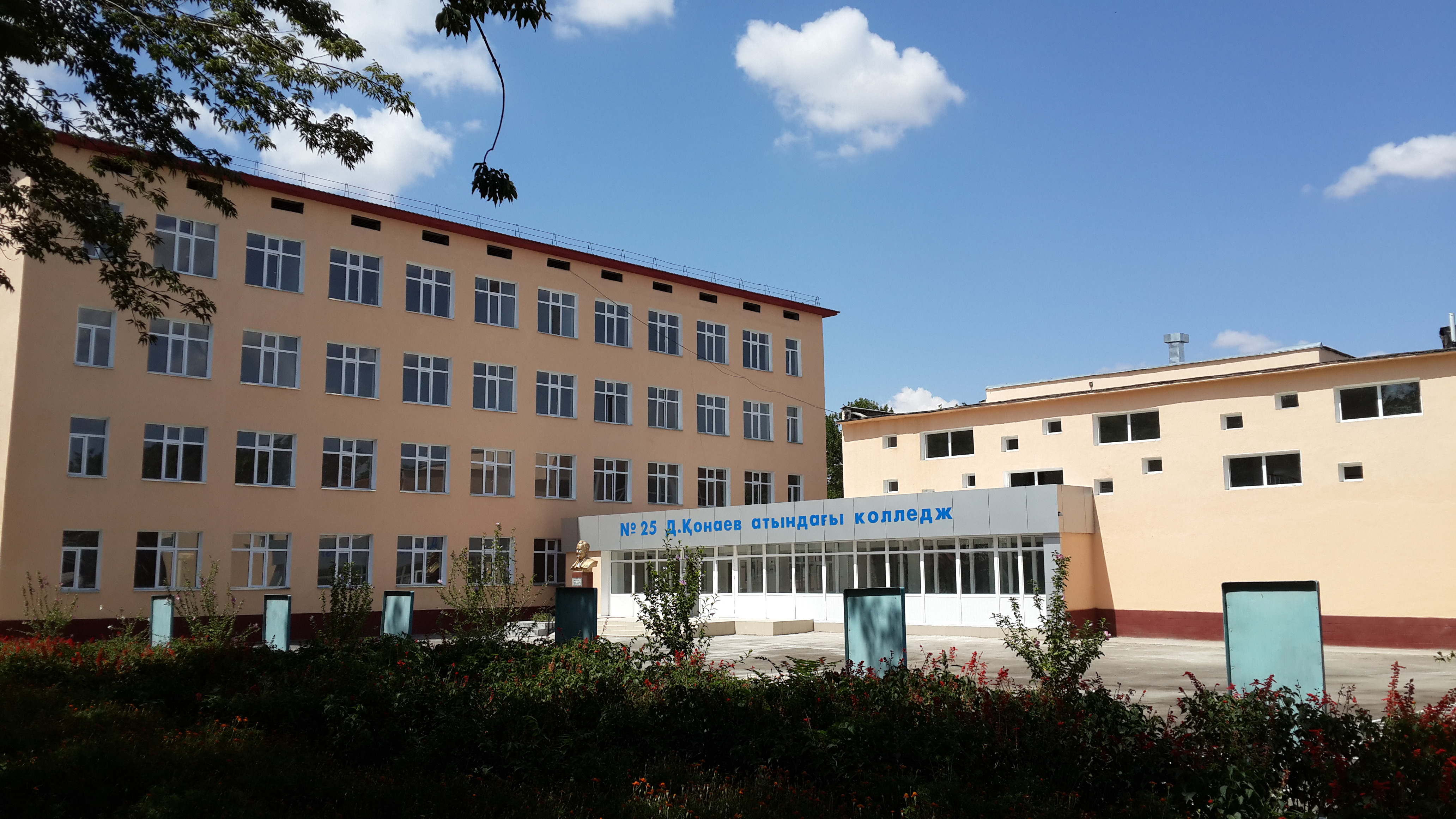
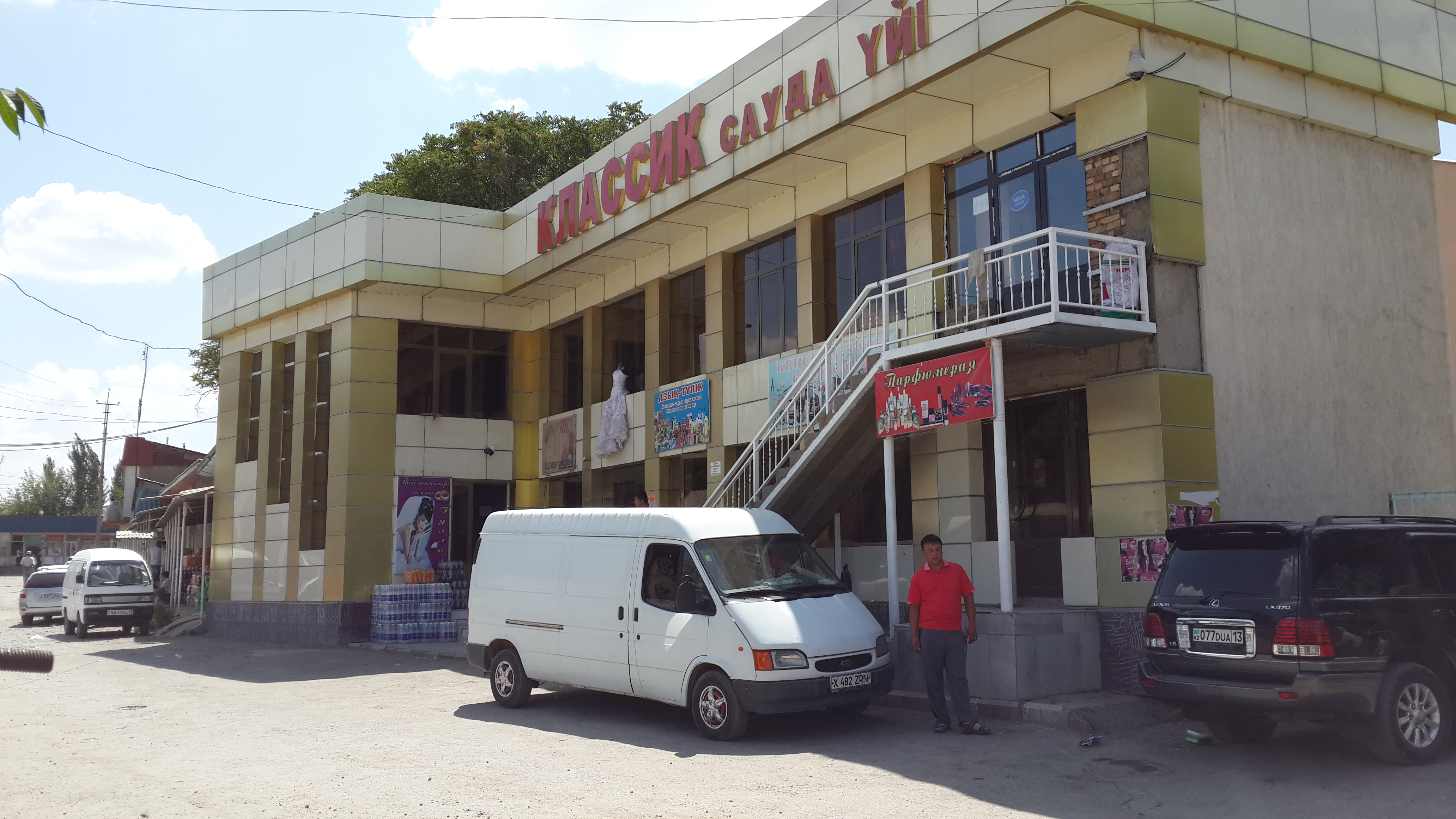